# Естадио Рожерио Ливиерес
Естадио „Рожерио Ливиерес“ (на испански: Estadio Rogelio Livieres) е футболен стадион в Асунсион, Парагвай.
Прякорът му е „Дос Бокас“ (Dos Bocas, в превод Две устиета) по името на квартала, където се намира. На него играе домакинските си мачове отборът на „Гуарани“.
Построен и открит е през 1986 г. Капацитетът му е 12 000 зрители.